# Río Tea
Río Tea este o arie protejată (arie specială de conservare — SAC, sit de importanță comunitară — SCI) din Spania întinsă pe o suprafață de 356,38 ha, integral pe uscat.

## Localizare
Centrul sitului Río Tea este situat la coordonatele 42°12′43″N 8°26′14″W / 42.212°N 8.4373°V.

## Înființare
Situl Río Tea a fost declarat sit de importanță comunitară în decembrie 1997 pentru a proteja 2 specii de plante și 31 de specii de animale. Situl a fost protejat și ca arie specială de conservare în martie 2014.

## Biodiversitate
Situată în ecoregiunea atlantică, aria protejată conține 12 habitate naturale: Păduri aluvionare cu Alnus glutinosa și Fraxinus excelsior (Alno-Padion, Alnion incanae, Salicion albae), Liziere de ierburi înalte hidrofile de câmpie și de nivel montan până la alpin, Pseudostepă cu ierburi și specii anuale de Thero-Brachypodietea, Roci stâncoase cu vegetație pionieră de Sedo-Scleranthion sau Sedo albi-Veronicion dillenii, Cursuri de apă de la nivel de câmpie la nivel montan, cu vegetație Ranunculion fluitantis și Callitricho-Batrachion, Grohotișuri termofile și vest-mediteraneene, Păduri pe pante, grohotișuri și ravene de Tilio-Acerion, Pante stâncoase silicioase cu vegetație casmofită, Păduri de stejar galițio-portugheze cu Quercus robur și Quercus pyrenaica, Pajiști cu Molinia pe soluri calcaroase, turboase sau argilos-nămoloase (Molinion caeruleae), Fânețe de joasă altitudine (Alopecurus pratensis, Sanguisorba officinalis), Pajiști uscate europene.
La baza desemnării sitului se află mai multe specii protejate:
- plante (2): Narcissus cyclamineus, Woodwardia radicans
- păsări (11): uliu porumbar (Accipiter gentilis), pescăruș albastru (Alcedo atthis), rață mare (Anas platyrhynchos), stârc cenușiu (Ardea cinerea), caprimulg (Caprimulgus europaeus), mierla de apă (Cinclus cinclus), șoimul rândunelelor (Falco subbuteo), sfrâncioc roșiatic (Lanius collurio), ciocârlie de pădure (Lullula arborea), lăstun de mal (Riparia riparia), silvie de tufiș (Sylvia undata)
- amfibieni (2): Chioglossa lusitanica, Discoglossus galganoi
- mamifere (5): Galemys pyrenaicus, vidră de râu (Lutra lutra), liliac comun (Myotis myotis), liliacul mare cu potcoavă (Rhinolophus ferrumequinum), liliacul mic cu potcoavă (Rhinolophus hipposideros)
- nevertebrate (6): croitorul mare al stejarului (Cerambyx cerdo), Elona quimperiana, Gomphus graslinii, rădașcă (Lucanus cervus), Macromia splendens, Oxygastra curtisii
- pești (5): Achondrostoma arcasii, zvârluga (Cobitis taenia), Petromyzon marinus, Pseudochondrostoma duriense, somonul (Salmo salar)
- reptile (2): țestoasa de baltă (Emys orbicularis), Lacerta schreiberi

Pe lângă speciile protejate, pe teritoriul sitului au mai fost identificate 3 specii de păsări, 2 specii de amfibieni, 6 specii de mamifere, 3 specii de reptile.